# Капский морской котик
Капский морской котик, или южноафриканский морской котик (лат. Arctocephalus pusillus), — вид морских котиков из семейства ушастых тюленей. Его название несколько неточно, так как он обитает не только на побережье Южной Африки, но и в Австралии.

## Описание
Самцы достигают длины 2,5 метра, а самки — 1,8 метра. Таким образом, капские морские котики являются самым крупными среди морских котиков. При этом латинское название pusillus означает «малейший».

## Распространение
Подвид Arctocephalus pusillus pusillus основывает колонии на атлантическом побережье ЮАР и Намибии. Вне брачного сезона отдельные особи перекочёвывают на север вплоть до Анголы, а также появляются на субантарктических Островах Принс-Эдуард.
Другим подвидом является Arctocephalus pusillus doriferus. Его колонии располагаются почти исключительно на девяти небольших островах в проливе Басса. Вне брачного сезона капские морские котики рассеиваются по побережьям Австралии и Тасмании.

## Развитие численности
После того, как в XIX веке вид был поставлен на грань исчезновения, его популяция в наши дни заметно оправилась. На африканском побережье сегодня живут около 1,5 миллиона капских морских котиков, прежде всего на побережье Намибии, где отдельные колонии состоят из более чем 100 тысяч животных.
В Африке всё ещё разрешена охота на капских морских котиков. Однако в отличие от прежних времён эта охота находится под контролем, а количество молодых самцов, отданных на отстрел, строго регламентировано. На переработку идёт не только шкура, но также и мясо и жир.
На побережье Австралии некогда обитали несколько сотен тысяч капских морских котиков. После их едва не произошедшего истребления, их количество в 1940-х годах достигло 25 тысяч животных, а сегодня насчитывает около 50 тысяч особей.

## Факты
Широкую известность получил капский морской котик по кличке Гастон, живший в 1991—2002 гг. в Пражском зоопарке. Во время наводнения в Европе летом 2002 года он был вынесен водой за пределы зоопарка и проплыл огромное расстояние, пока не был пойман немецкими спасателями в водах Эльбы.

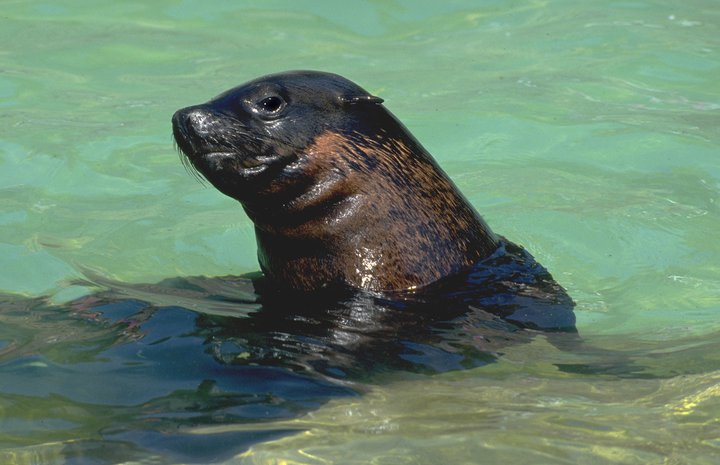
Гастон
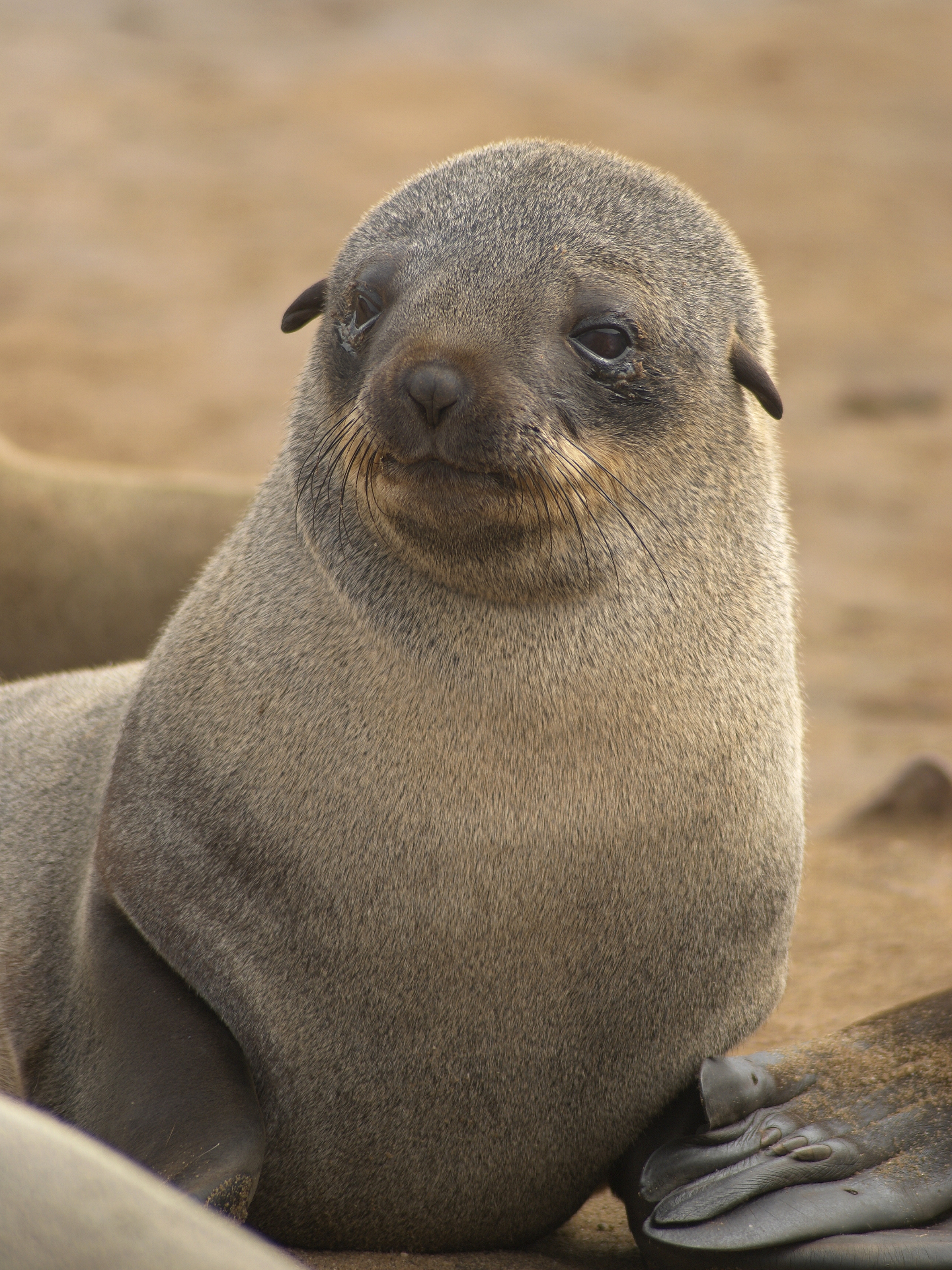
Капский морской котик в Намибии
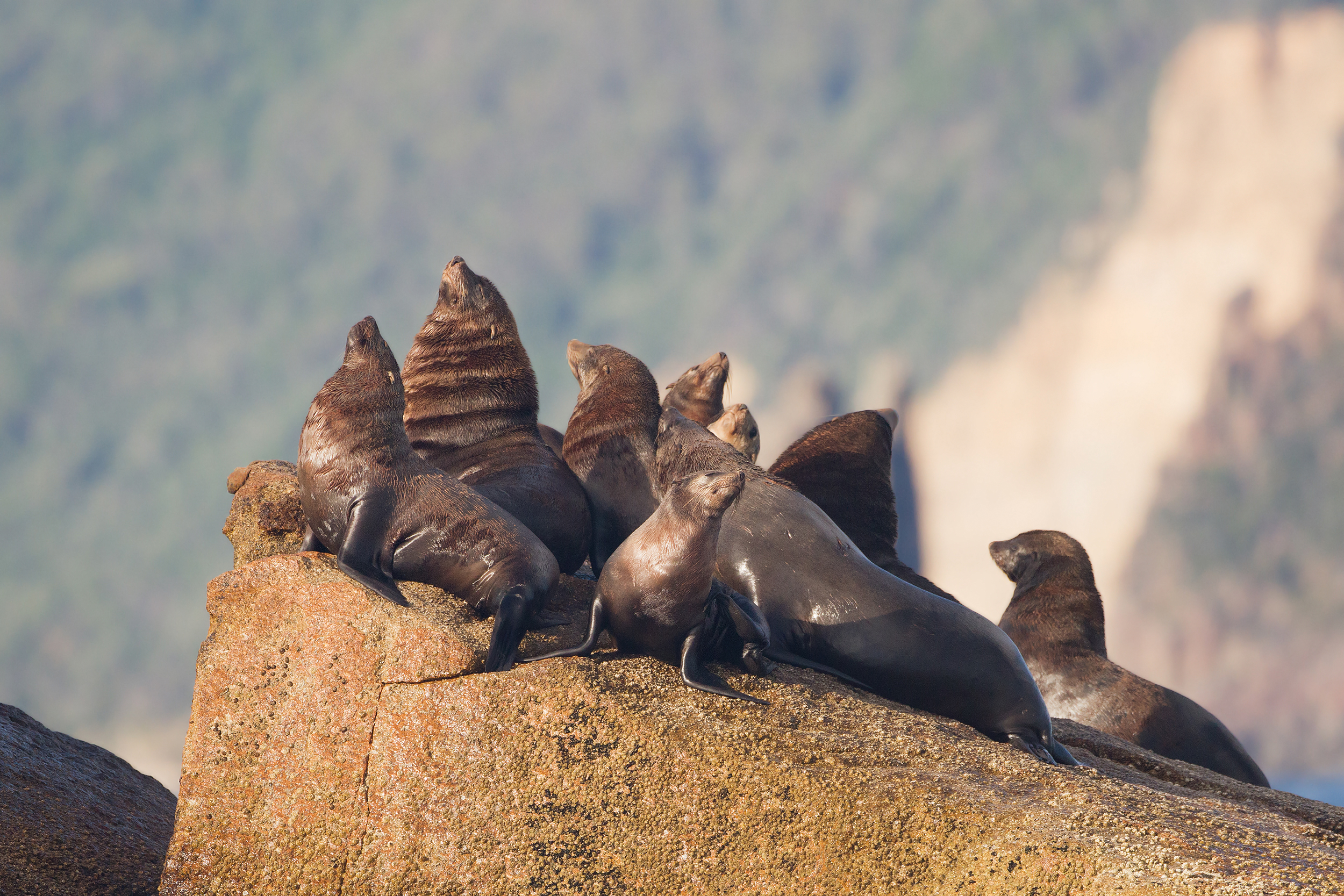
Капские морские котики отдыхают на камнях подле острова Хипполит-Рокс (Тасмания)